# Roko Karanušić

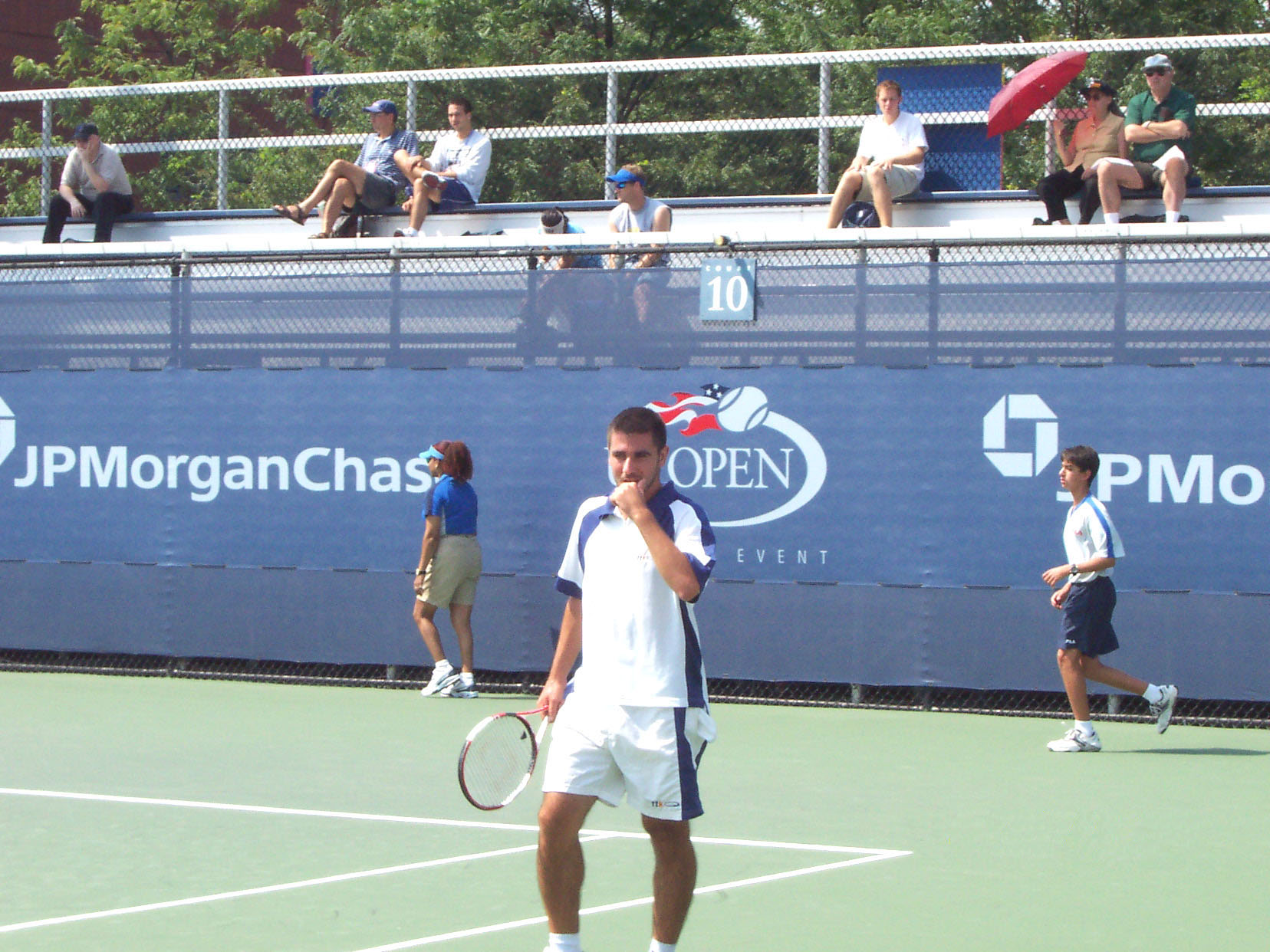
Karanušić en el US Open de 2004.

Roko Karanušić (n. 5 de septiembre de 1982 en Zagreb, Croacia) es un exjugador profesional de tenis croata. Su mejor posición en el ranking mundial fue Nº89 en enero de 2009. Ha representado a su país en el Equipo croata de Copa Davis.

## Tïtulos (0)

### Clasificación en torneos del Grand Slam
| Torneo             | 2009 | 2008 | 2007 | 2006 | 2005 | 2004 | 2003 | Títulos |
| ------------------ | ---- | ---- | ---- | ---- | ---- | ---- | ---- | ------- |
| Australian Open    | 2r   | 1r   | -    | -    | 1r   | 1r   | -    | 0       |
| Roland Garros      | -    | 1r   | -    | 1r   | -    | -    | -    | 0       |
| Wimbledon          | 1r   | 2r   | -    | 2r   | 1r   | -    | -    | 0       |
| US Open            |      | 2r   | -    | -    | -    | -    | 1r   | 0       |
| Tennis Masters Cup |      | -    | -    | -    | -    | -    | -    | 0       |

### Challengers (3)
| N.º | Fecha                   | Torneo   | Superficie  | Oponente en la final | Resultado      |
| --- | ----------------------- | -------- | ----------- | -------------------- | -------------- |
| 1.  | 3 de septiembre de 2007 | Donetsk  | Dura        | Dick Norman          | 6-4 6-4        |
| 2.  | 11 de febrero de 2008   | Belgrado | Carpeta (i) | Philipp Petzschner   | 5-7 6-1 7-6(5) |
| 3.  | 13 de octubre de 2008   | Kolding  | Dura (i)    | Karol Beck           | 6-4 6-4        |